# Half-Life (バンド)
Half-Life（ハーフ・ライフ）は、上里洋志、岡村健人、福島有からなる日本の3ピースバンド。渋谷サイクロンを中心に活動中。

## メンバー
- 岡村健人 - ベース、ボーカル担当
- 上里洋志 - ボーカル、ギター担当
- 福島有 - ドラム、ボーカル担当

## 来歴
- 2000年、カナダのバンクーバーにて結成。
- 2005年、活動の場を東京に移す。
- 2009年7月15日 - 3曲入り全A面シングル「sympathy」にてインディーズデビュー。
  - TOWER RECORDS渋谷店インディーズチャートにて初登場2位。オリコンインディーズチャートでも6位を獲得。
- 2009年8月12日 - TSUTAYA先行レンタル限定シングル「sympathy 80's」をリリース。
- 2009年12月16日 - avex / tearbridge recordsより1st フルアルバム『second narrow』でメジャーデビュー。
- 2010年4月7日 - 1st ep Single「Many comes, many past. ep」をリリース。
- 2010年8月11日 - 1st Single「J-POP」をリリース。テレビ東京ドラマ24 第20弾特別企画『モテキ』のエンディングテーマ。
- 2010年11月24日 - 2nd フルアルバム『table』リリース。
- 2011年9月7日 - mini Album『drama』リリース。
- 2012年2月8日 - full Album『replay』リリース。
- 2012年5月 - メジャー契約解除。インディーズに戻る。
- 2014年8月6日 - full Album『〆』リリース。

以上、沿革については公式ウェブサイト（2011年9月9日時点）より若干整形の上で引用。

## 作品

### 配信限定シングル
| 発売日       | タイトル | レーベル |
| ------------ | -------- | -------- |
| 2022年5月8日 | SWEAR    | ZENKAI   |
| 2022年6月1日 | GARAGE   | ZENKAI   |
| 2022年7月1日 | RAY      | ZENKAI   |

### DVD
| 発売日         | タイトル                                         | 規格品番 |
| -------------- | ------------------------------------------------ | -------- |
| 2019年12月15日 | Half-Life DEBUT 10th Anniversary LIVE DVD “REI.” | SHLU-4   |
| 2019年12月15日 | Half-Life DEBUT 10th Anniversary LIVE DVD ”WA.”  | SHLU-5   |

## ミュージックビデオ
| 監督            | 曲名                             |
| 大根仁×中島賢二 | 「J-POP」                        |
| 加藤マニ        | 「Anny」                         |
| Kenji Kiyama    | 「SCORE」                        |
| 黒田賢          | 「entrance」「アオイ」           |
| 野村徹          | 「プロローグ」「ロックチューン」 |
| 深津昌和        | 「city talk」                    |
| 不明            | 「げきおこぷんぷんまる」         |

## 主なライブ

### ワンマンライブ・主催イベント
- 2010年08月20日 - Half-Life presents “LEGARE”
w/BliAN/新世界リチウム
- 2010年09月29日 - Half-Life presents “LEGARE”
w/チャットモンチー
- 2010年12月16日 - Half-Life presents “LEGARE”
w/つばき
- 2011年03月26日 - Half-Life presents “LEGARE”
w/back number
- 2011年09月03日 - Half-Life 1st mini Album[drama]リリース直前ツアー
w/真空ホロウ
- 2012年 - 「replay」リリースツアー
- 2012年09月26日 - Half-Life presents “LEGARE”
w/pegmap
- 2012年10月08日 - Half-Life presents “LEGARE”
w/lego big morl
- 2012年11月03日 - Half-Life presents “LEGARE”
w/グッドモーニングアメリカ
- 2013年07月12日-09月22日（13公演） - 『○』release tour"赤○急上昇2○13"
w/LACCO TOWER/ircle/血眼/frank likes the hole/S-RANK/The Replace/told
- 2013年11月09日-22日（5公演） - Half-Life「△」release event "LEGARE"～三角関係～
w/JELLYFiSH FLOWER'S/ノンフィクション/brown bems/CUBE TIED SQUARE/バックドロップシンデレラ/打首獄門同好会/Good Night Jessica/SA-D/Urvan 2nd Place/アメリカンショートヘア/モハメド/カサネイロ
- 2014年07月25日 - パイセン、失礼します VOL.1
w/空創ワルツ
- 2014年09月12日-11月20日（30公演） - Half-Life “〆” Release Tour 2014 ～タケトにくびったけ～
- 2014年11月28日-12月06日（3公演） - Half-Life “〆” Release Tour 2014 ONEMAN ～タケトは崖っぷち～

### 出演イベント
- 2009年06月07日 - tacica '09 TOUR "パズルの遊び方"
- 2009年09月23日 - Coca-Cola Happy Music
- 2010年03月22日 - SANUKI ROCK COLOSSEUM 2010
- 2010年05月22日 - susquatch × Half-Life presents "522<3"
- 2010年11月12日 - MINAMI WHEEL 2010
- 2011年01月23日 - volcano2011
- 2011年02月05日 - Knock On Dime Special
- 2011年10月15日 - MINAMI WHEEL 2011
- 2011年12月30日 - LIVE DI:GA JUDGEMENT 2011
- 2012年02月04日 - あっ、良いライブここにあります。2012
- 2012年05月20日 - susquatch × Half-Life presents "522<5"
- 2012年06月15日 - 四星球10周年記念興行第四弾～熊谷編～
- 2012年06月16日 - LACCO TOWER「心枯論」リリースツアー「心懇旅行」
- 2012年07月22日 - グッドモーニングアメリカ「輝く方へ」リリースツアー
- 2012年08月12日 - GRINDHOUSE show ～I LOVE AWAODORI～
- 2012年09月04日 - Musicoholic
- 2012年09月15日 - Yuya Tsuji Presents ETERNAL ROCK CITY.2012
- 2012年09月16日 - shima fes SETOUCHI 2012 ~百年つづく、いのちのフェス~＞
- 2012年10月15日 - SAVE OUR MUSIC vol.2
- 2012年10月18日・19日 - SUPER BEAVER 『未来の始めかた』Release Tour 2012～ビーバーと、ラクダ～
- 2012年11月17日 - 矢沢洋子「ROUTE405～ナニヨ！キドッチャッテ！！～TOUR」
- 2012年11月28日 - SHIBUYA CYCLONE 15th ANNIVERSARY
- 2012年12月07日 - 百花繚乱
- 2012年12月11日 - Monsters Of JAProck
- 2013年02月10日 - soulkids & LAVA  presents 僕らのバレンタイン大作戦2013
- 2013年03月17日 - RADIO DRAGON 3周年記念 「Live Dragon Festival 2013」
- 2013年03月20日 - Sound Hall a.C 9th anniversary『CENTER CHANNEL』
- 2013年06月22日 - グッドモーニングアメリカ企画フェス 「あっ、良いライブここにあります。2013」
- 2013年11月24日 - 音・感・色 vol.4
- 2013年12月30日 - LIVE DI:GA JUDGEMENT 2013
- 2013年12月31日 - SHELTER PRESENTS " THE FINAL OF 2013 " 第2部
- 2014年02月14日 - SPACE SHOWER MUSIC presents「Gathering VOL.4～ハッピーバレンタイン、痛チョコナイト」
- 2014年03月30日 - Ivy to Fraudulent Game pre「揺れる」
- 2014年04月05日 - Yuya Tsuji Presents ETERNAL ROCK CITY.2014
- 2014年04月12日 - ANGRY FROG REBIRTH presents 「UNDER THE DEAD vol.4」
- 2014年04月24日 - 春のパンまつり no supported by 山崎製パン
- 2014年04月29日 - bayfm MUSIC METRO vol.6
- 2014年05月22日 - C+HIS MINE. presents "522<7"
- 2014年06月13日 - JELLYFiSH FLOWER'S 「ジェリーフィッシュフラワーズⅡ」
- 2014年07月03日 - ラフクロニクル企画『ここからクロニクル〜1歩目〜』
- 2014年07月04日 - Phonon "拝啓 この唄を書いたあなたへ" release event ～Frothy Days～
- 2014年07月10日 - topics vol.3
- 2014年07月20日 - FEEDBACK CITY Vol.4
- 2014年09月07日 - VALETUDO 2014 in 小松海岸
- 2014年12月05日・13日・20日 - つばき「真夜中の僕、フクロウと嘘」発売記念ツアー ～夜行性の三羽の夢と嘘～
- 2014年12月30日 - O-Crest YEAR END PARTY 2014 Special 3DAYS!
- 2015年01月16日 - MINAMI CROSS FEVER #32
- 2015年02月06日 - CLUB SHELTER presents「THE REAL THINGS」
- 2015年04月11日 - GRINDHOUSE ShowTime 120分一本勝負 VOL.2
- 2015年05月02日 - GOLD RUSH2015
- 2015年05月16日 - Halo at 四畳半 presents「ARK"WANDER LIGHTS"AREA-001」
- 2015年06月20日 - 鴉×タワーレコード秋田店コラボ企画「激唱ノ塔 第6回」
- 2015年07月26日 - MURO FESTIVAL 2015
- 2015年12月31日 - O-Crest YEAR END PARTY 2015 Special 4DAYS!

### インタビュー
- theLIVE Music Magazine アーカイブ 2014年12月20日 - ウェイバックマシン(2009年12月)
- むすびタウン沖縄 アーカイブ 2014年11月29日 - ウェイバックマシン(2011年9月)
- JUNGLE☆LIFE(2012年2月)
- Qetic アーカイブ 2014年11月29日 - ウェイバックマシン(2012年9月)
- Rooftop(2014年8月)
- 音楽だいすきクラブ(2014年8月)